# Dodici apostoli d'Irlanda

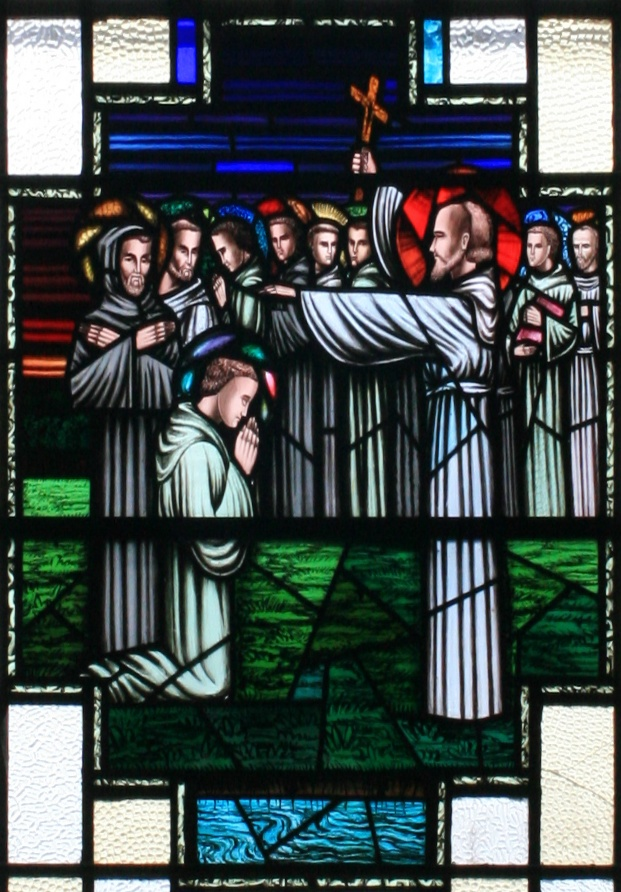
Gli apostoli d'Irlanda.

I dodici apostoli d'Irlanda  furono chierici irlandesi che, nel VI secolo, studiarono alla scuola monastica di Clonard, luogo specializzato negli studi biblici, sotto la direzione di San Finnian di Clonard, ottimo conoscitore delle sacre scritture. Si dice che il santo ebbe alle sue lezioni fino a 3000 discepoli da ogni parte d'Irlanda, come è riportato nell'Officium di San Finnian.
Sorte fit doctor humilis; 
Verbi his fudit fluvium 
Ut fons emanans rivulis.»
(Officium Sancti Vinniani)
Benché altri sant'uomini abbiano studiato a Clonard, i “veri” dodici apostoli d'Irlanda considerati dagli antichi autori irlandesi sono:
- San Brendano di Birr
- San Brendano di Clonfert
- San Canizio di Aghaboe
- San Ciarán di Saighir (Seir-Kieran)
- San Ciarán di Clonmacnoise
- San Columba di Iona
- San Columba di Terryglass (Tir-da-glasí)
- San Lasserian mac Nadfraech
- San Mobhí di Glasnevin
- San Ninnidh di Loch Erne
- San Ruadhan di Lorrha
- San Senano di Inis Cathaigh (Scattery Island)